# Islas Kermadec

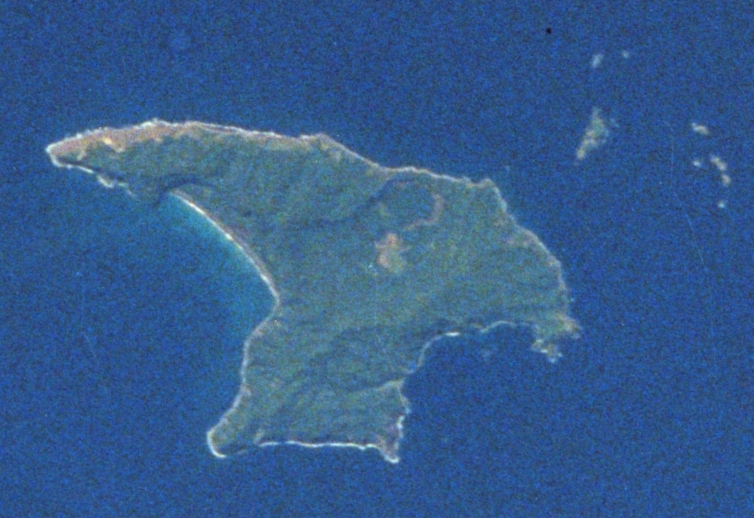
Vista aérea de la isla Raoul

Las islas Kermadec son un arco insular en el océano Pacífico Sur. Las islas forman parte de Nueva Zelanda desde 1887.
Las islas se encuentran entre los 29° y 31.5° de latitud sur y los 177.5° y 179° de longitud oeste, 800-1000 km al noreste de la isla Norte de Nueva Zelanda, y a una distancia similar al suroeste de Tonga. El centro del grupo de las islas Kermadec se ubica aproximadamente en las coordenadas 29°16′37″S 177°55′24″O / -29.27694, -177.92333.

## Geografía
El grupo incluye 4 islas principales (3 de las cuales pueden ser consideradas grupos de islas, porque las respectivas islas principales tienen islas menores alrededor) y algunas rocas aisladas, las cuales son, de norte a sur:
- Isla Raoul o isla Sunday es de lejos la mayor de las islas Kermadec. Isla Raoul se ubica en las coordenadas 29°16′00″S 177°55′10″O / -29.26667, -177.91944, 780 km al SSO de 'Ata, la isla más austral de Tonga, y 1000 km al NNE de Nueva Zelanda, con un área de 29,38 km², con numerosas islas menores satélites, la mayor altura es el Pico Moumoukai, con 516 m s. n. m.)
- Isla Macauley, la segunda en tamaño (ubicada en 30°14′S 178°26′O / -30.233, -178.433, 110 km al SSO de la isla Raoul, la mayor altura es el monte Haszard con una elevación de 238 m s. n. m., área 3,06 km² con una isla vecina: Isla Haszard)
  - Roca Macdonald, a unos 4 km al norte de la isla Macauley a los 30°11′S 178°26′O / -30.183, -178.433[1]
- Isla Curtis, la tercera en tamaño (30°32′32″S 178°33′39″O / -30.54222, -178.56083, 35 km al SSO de la isla Macauley, 137 m s. n. m. de elevación máxima, área 0,59 km², con la vecina isla Cheeseman)
- L'Esperance Rock, ex Roca Francesa (80 km al SSO de la isla Curtis en 31°26′S 178°54′O / -31.433, -178.900, 250 m de diámetro, área 0,05 km², elevación máxima 70 m s. n. m.)
  - Roca L'Havre, a unos 8 km al NNW de la Roca L'Esperance, aproximadamente en 31°21′S 178°59′O / -31.350, -178.983 (sumergida, apenas emerge durante la marea baja)

Los montes submarinos al norte y al sur de las Islas Kermadec son una extensión de la cadena que corre entre Tonga y Nueva Zelanda (ver Geología).
- Banco Star of Bengal, 103 km al SSW de L'Esperance Rock, con una profundidad mínima de 48 metros

El área total de las islas es de 33,08 km². Las islas están deshabitadas, excepto por la base permanentemente ocupada Raoul Island Station, una estación meteorológica y de radio y albergue para el Departamento de Conservación, oficiales y voluntarios que la han mantenido desde 1937 en las terrazas del norte de la isla Raoul, a unos 50 m de altura sobre los acantilados de Fleetwood Bluff. Raoul Island Station representa el puesto de avanzada más septentrional de Nueva Zelanda.
El clima de las islas es subtropical, con una temperatura media mensual de 22,4 °C en febrero y una temperatura media mensual de 16,0 °C en agosto. Con precipitaciones de aproximadamente 1500 mm anuales, con precipitaciones más escasas de octubre a enero.

### Geología
Las islas son un arco insular volcánico, formado en el límite de convergencia donde la placa del Pacífico entra en subducción bajo la placa Indoaustraliana. La placa de subducción del Pacífico creó la fosa de las Kermadec, una fosa submarina de 8 km de profundidad, al este de las islas. Las islas están a lo largo del cordón submarino de las Kermadec, que corren desde las islas frente a la isla Norte de Nueva Zelanda en el suroeste, hasta Tonga en el noreste (Arco Kermadec-Tonga). Las cuatro islas principales son las cúspides de volcanes que se yerguen lo suficiente desde el lecho marino para proyectarse sobre el nivel del mar. Hay otros volcanes en la cadena que no alcanzan el nivel del mar, pero forman montes marinos con entre 65 y 1500 m de agua sobre sus cimas. El monte submarino Monowai, con una profundidad de 120 m sobre su cima, está a medio camino entre la isla Raoul y Tonga. 100 km al sur de la Roca L'Esperance está el poco explorado Banco Star of Bengal, probablemente con volcanes submarinos. Más al sur están los montes marinos del cordón del sur de las Kermadec, el más austral de ellos, el monte marino Rumble IV, está a sólo 150 km al norte de la isla Norte de Nueva Zelanda. El cordón eventualmente conecta la isla White en la bahía de Plenty de Nueva Zelanda, al extremo norte de la Zona Volcánica Taupo. Las islas experimentan muchos terremotos producto del movimiento de las placas y del vulcanismo.
Las islas Raoul y Curtis son ambas volcanes activos. Los volcanes de otras islas están actualmente inactivos, y las islas menores son los restos erosionados de volcanes extintos.
Gente de Polinesia se estableció en la isla sobre el siglo XIV, pero cuando los europeos llegaron no encontraron habitantes. Colonos y balleneros vivieron en las islas desde el siglo XIX hasta 1937.

## Bosque subtropical húmedo de las islas Kermadec

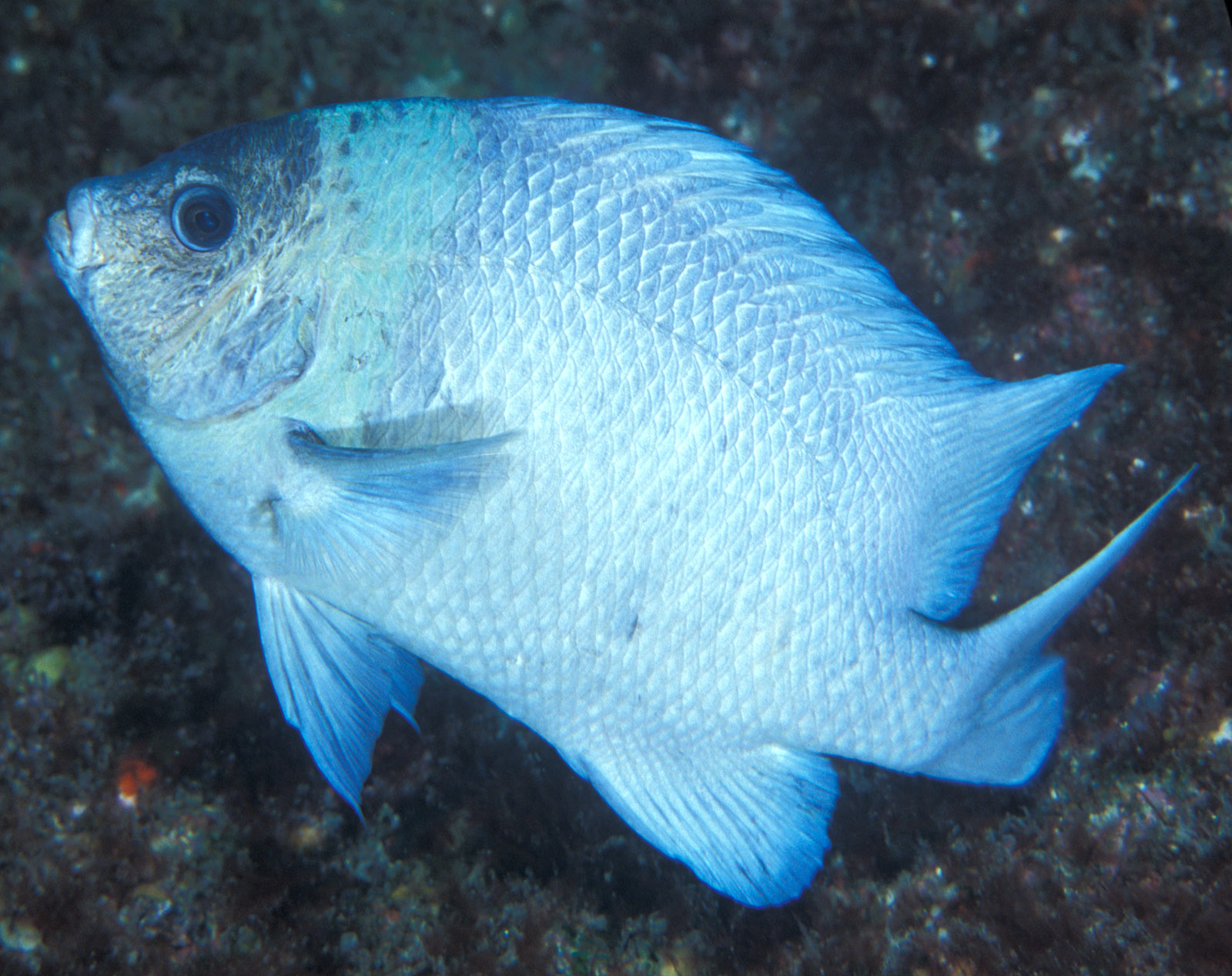
Scalyfin de las Kermadec, parte de la rica biota marina de las islas.

Las islas son reconocidas por los ecólogos como una ecorregión propia, el bosque subtropical húmedo de las Islas Kermadec. Forman una ecorregión bosques húmedos tropicales y subtropicales de hoja ancha, parte de la ecozona de Oceanía. Los bosques son dominados por la Metrosideros kermadecensis, de flores rojas, relacionadas con la pōhutukawa (M. excelsa) de Nueva Zelanda. Las islas no tienen mamíferos nativos, pero son el hogar de muchas aves marinas que anidan entre los bosques.

### Flora
Las islas Kermadec son el hogar de 113 especies nativas de plantas vasculares, de las cuales 23 son endémicas, junto con musgos (52 especies nativas), líquenes y hongos (89 especies nativas). La mayoría de las especies de plantas derivan de Nueva Zelanda, con otras del Pacífico tropical.
Densos bosques subtropicales cubren la mayor parte de Raoul, y antiguamente cubrían Macauley. Metrosideros kermadecensis es el árbol dominante, formando una canopea de 10 – 15 m de altura. Una endémica Palma Nikau (Rhopalostylis cheesemanii) es otro importante árbol de la canopea. Los bosques cuentan con un rico sotobosque de árboles menores, arbustos, helechos y hierbas, incluyendo Myrsine kermadecensis; Lobelia anceps, Poa polyphylla, Coprosma acutifolia, y Coriaria arborea. Dos helechos arborescentes endémicos, Cyathea milnei y el raro y en peligro Cyathea kermadecensis, se encuentran también en los bosques.
Áreas cercanas a la costa y expuestas a la brisa salada están cubiertas por una comunidad diferenciada de arbustos y helechos, destacando Myosporum obscurum, Coprosma petiolata, Asplenium obtusatum, Cyperus ustulatus, Disphyma australe, y Scirpus nodosus.
Hay 152 especies de plantas introducidas por humanos que se han establecido en las islas.

## Historia
Gente de Polinesia se estableció en las islas Kermadec alrededor del siglo XIV (y quizá anteriormente en el siglo X), pero cuando los europeos llegaron al área en 1788 no encontraron habitantes. Las islas fueron bautizadas en honor al capitán francés Jean-Michel Huon de Kermadec, que visitó las islas como parte de la expedición del d'Entrecasteaux en los 1790s. Colonos europeos y balleneros vivieron en las islas desde principios del siglo XIX hasta 1937. Desde entonces, una estación meteorológica y de radio del gobierno y albergue para oficiales y voluntarios del Departamento de Conservación se han mantenido en la isla Raoul.

## Conservación
Gatos, ratas, y cabras introducidas devastaron los bosques y las aves marinas. El sobrepastoreo por cabras eliminó los bosques de la isla Macauley, dejando praderas abiertas, y alteró el sotobosque de la isla Raoul. La depredación por ratas y gatos redujo las colonias de aves marinas de las islas principales desde millones de aves a decenas de miles. El gobierno de Nueva Zelanda ha estado trabajando durante las últimas décadas para restaurar las islas. Nueva Zelanda declaró las islas reserva natural en 1937, y el mar que las rodea reserva marina en 1990. Las cabras fueron sacadas de Macauley en 1970 y de Raoul en 1984, y los bosques se han empezado a recuperar. Las islas todavía son conocidas por sus aves, y colonias de aves marinas actualmente habitan los islotes contiguos, los cuales están a salvo de la introducción de ratas y gatos. Los esfuerzos están orientados actualmente a sacar las ratas y los gatos de las islas, así como algunas de las plantas invasivas introducidas.
Las visitas a las islas están restringidas por el Departamento de Conservación. El Departamento permite visitas a Raoul a voluntarios encargados de la restauración ambiental o proyectos de monitoreo, y otros visitantes comprometidos con el estudio de la naturaleza y en ocasiones a expediciones de radioaficionados. Las visitas a las otras islas están generalmente restringidas a aquellas comprometidas en el estudio científico de las islas.

## Actividad sísmica
Terremoto 2006
El 16 de mayo de 2006, a las 22:39 horas, hora de Nueva Zelanda, un terremoto grado 7,6 sacudió la región y fue sentido tan lejos como en Christchurch.
Terremoto 2011
El 21 de octubre de 2011 a las 17:57 UTC, un terremoto grado 7,4 sacudió la Región y se sintió hasta Auckland, New Zealand
Terremotos 2013
El 18 de febrero de 2013 a las 00:19 (hora local), un sismo de 6,2 grados se registró en las Islas Kermadec a una profundidad de 10 km y una intensidad Mercalli de IV. Asimismo, el 30 septiembre, a las 05:56 (hora GMT), un terremoto de 6,3 grados, y localizado a 87 km de profundidad, sacudió el archipiélago.
Terremoto 2021
El 5 de marzo de 2021, un terremoto de magnitud 8,1 en la escala de Richter y a 19 km de profundidad, sacudio la zona de las islas Kermadec.
Terremoto 2022
El 14 de agosto de 2022, un terremoto de magnitud 6,4 en la escala de Richter y a 10 km de profundidad sacudio las islas Kermadec.